# Carretera general 4
La carretera general 4 (CG-4) è una strada andorrana che collega La Massana con Port de Cabús sulla frontiera franco-andorrana, la strada è lunga 18 km.

## Storia
Aperta alla circolazione nel 1960. Dal 1994 al 2008 era chiamata CG-3 i 4.

## Percorso

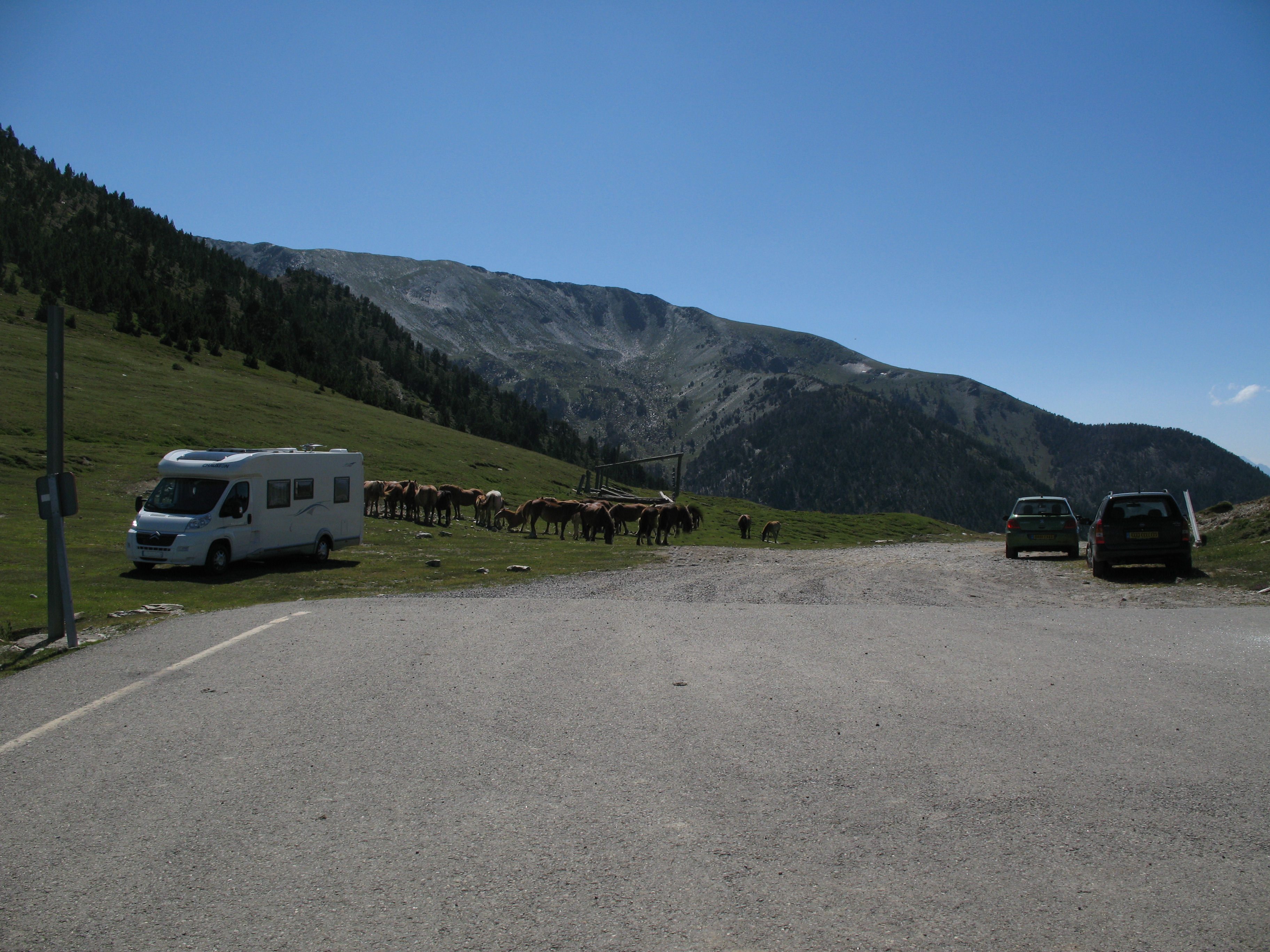
La fine della CG-4 presso Port de Cabus sul km 18 al confine tra Andorra e Spagna.

| Tipo | Indicazione                 | Biforcazioni | Km  |
| ---- | --------------------------- | ------------ | --- |
| CG-4 | La Massana                  | CG-3         | 0   |
|      | Collet dels Colls           | CS-430       | 0,5 |
|      |                             |              | 1   |
|      | Erts / Arinsal              | CG-5         | 2   |
|      | Xixerella                   |              | 3,5 |
|      | Pal                         |              | 6   |
|      |                             | CS-420       | 8,5 |
|      | Coll de la Botella          |              | 12  |
|      | Port de Cabús               |              | 18  |
|      | Fine della strada asfaltata |              | 18  |